# 越知町
越知町（おちちょう）は、高知県の中部にある町。仁淀川中流域に位置している。高岡郡に属す。

## 概要

### 伝説
源平合戦の後、安徳天皇が逃れてきたという伝説が越知町内に残っている。
横倉山の湧水には、安徳天皇が飲んだとされる「安徳水」と呼ばれる湧き水がある。

## 地理

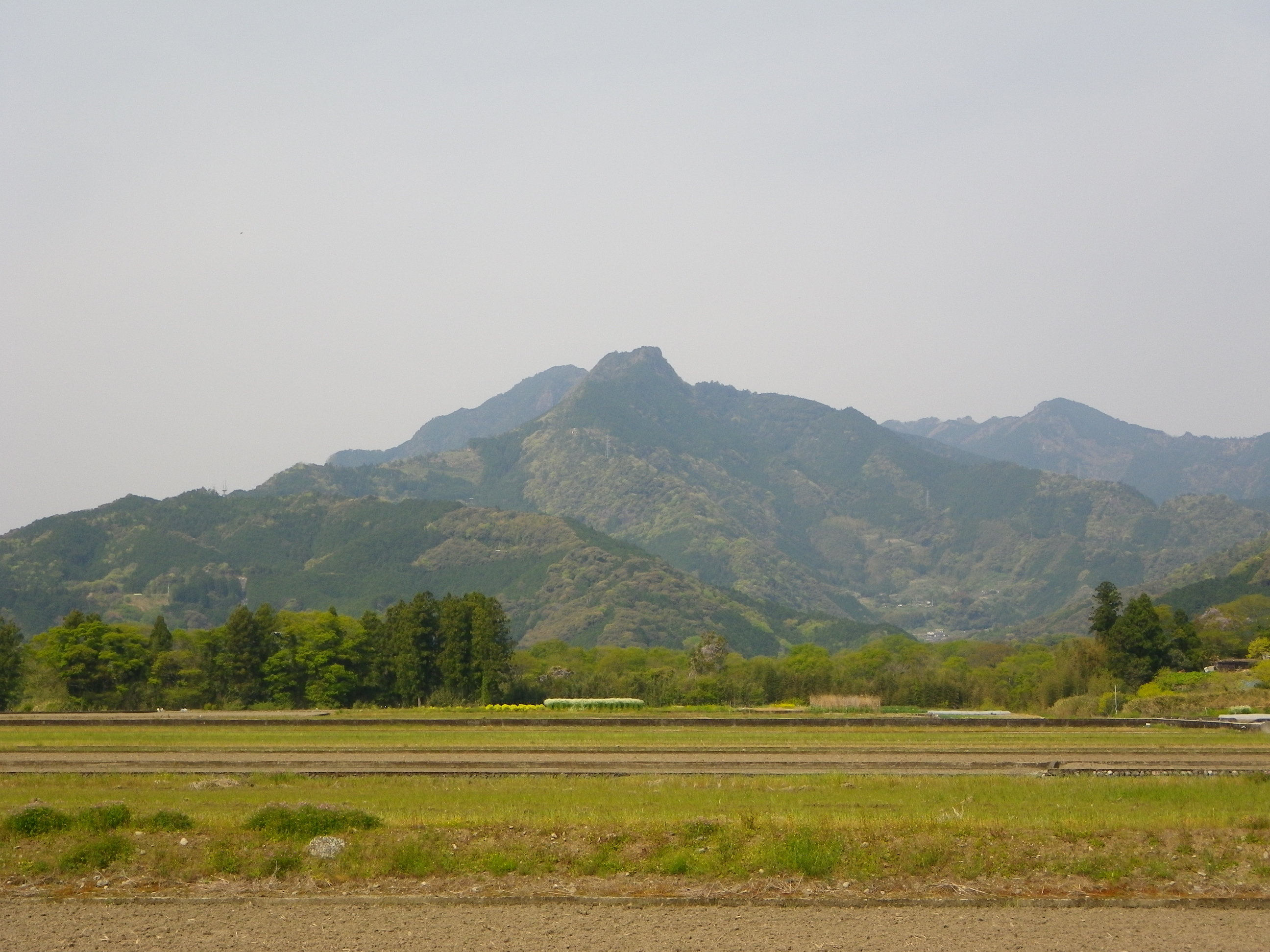
横倉山

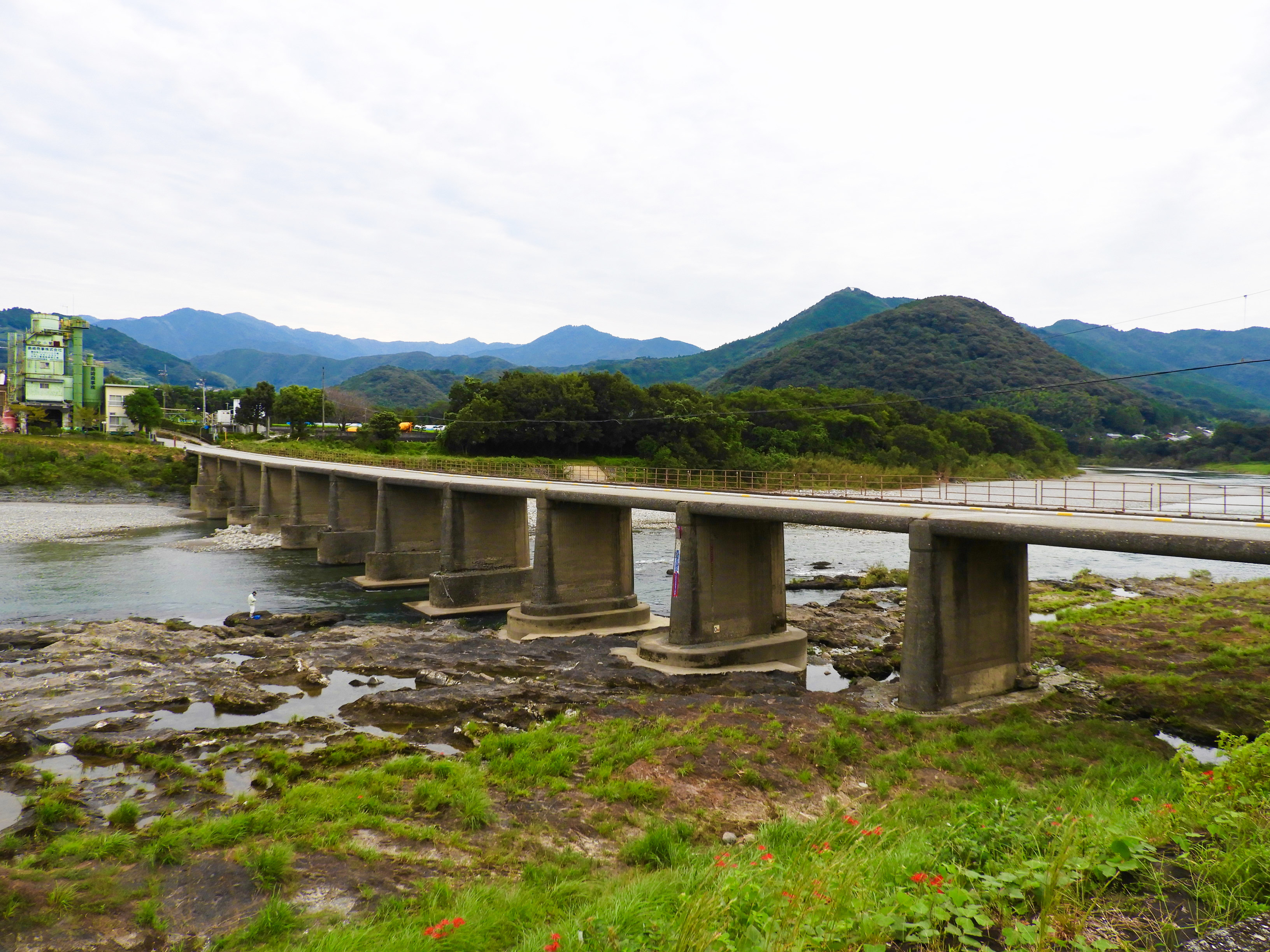
中仁淀橋

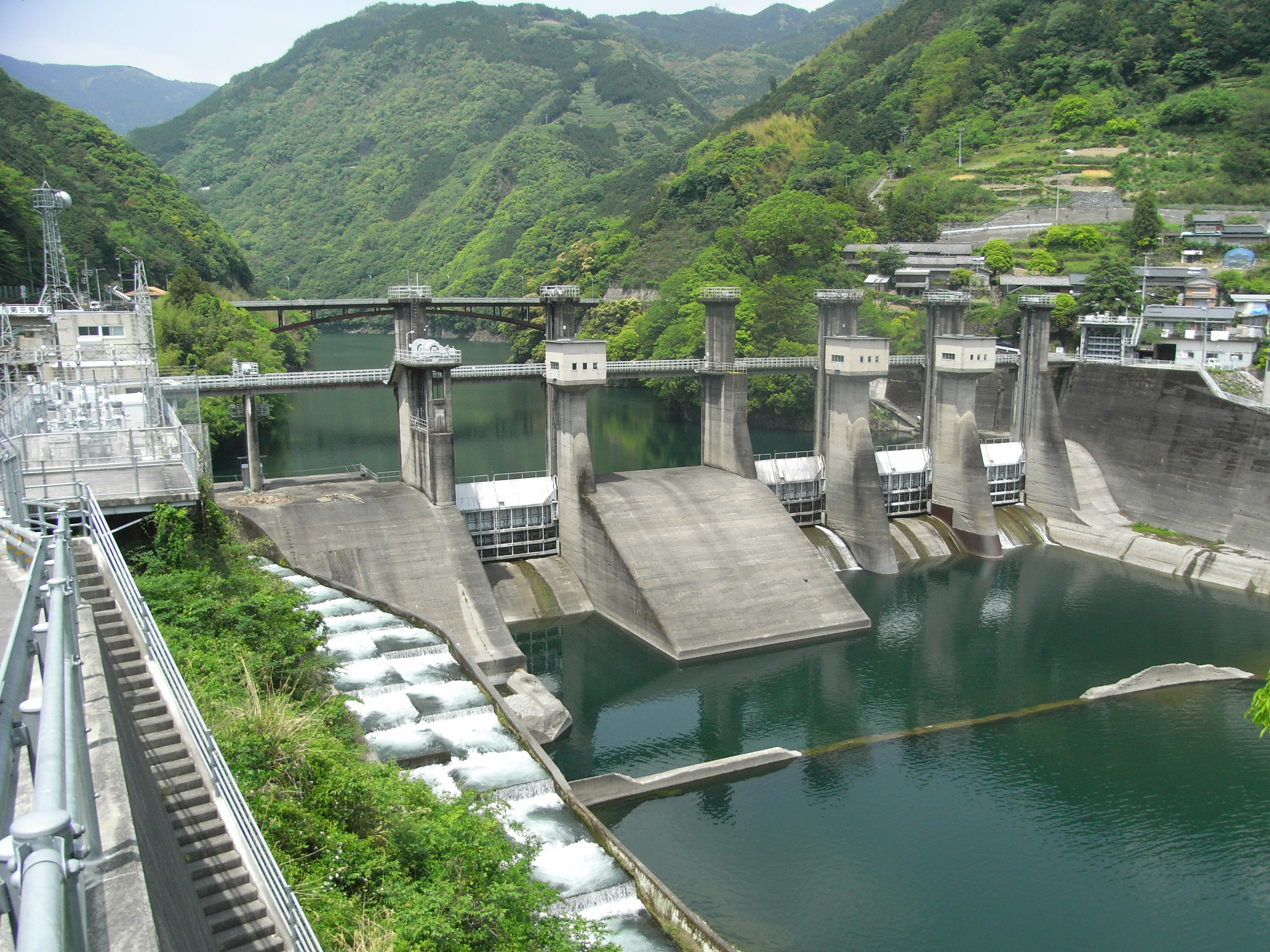
筏津ダム

高知県の中西部に位置する自然豊かな町で、町域の西部には佐川町出身の植物学者牧野富太郎が研究のためよく訪れていた横倉山県立自然公園が広がっている。また、この横倉山には、壇ノ浦の戦いから逃れてきた安徳天皇の伝説もある。また日本最古級のシルル紀の三葉虫やサンゴの化石など産出。町の中心は仁淀川・坂折川・柳瀬川の3河川が合流する場所にあり、住宅・商店が立ち並び、高知市と松山市を結ぶ国道33号が通過している。また、越知町はコスモスの名所で、コスモス祭りを始めとするイベントで観光客が多く訪れる宮の前公園もある。

### 地形

#### 山地
主な山
- 横倉山

主な峠
- 赤土峠

#### 河川
主な川
- 仁淀川

#### 湖沼
主なダム
筏津ダム

### 人口
| |                                        |  |
| 越知町と全国の年齢別人口分布（2005年） | 越知町の年齢・男女別人口分布（2005年） |  |
| ■紫色 ― 越知町 ■緑色 ― 日本全国 | ■青色 ― 男性 ■赤色 ― 女性              |  |
| 越知町（に相当する地域）の人口の推移 \| 1970年（昭和45年） \| 9,611人 \| \| \| 1975年（昭和50年） \| 9,032人 \| \| \| 1980年（昭和55年） \| 9,052人 \| \| \| 1985年（昭和60年） \| 8,754人 \| \| \| 1990年（平成2年） \| 8,234人 \| \| \| 1995年（平成7年） \| 7,803人 \| \| \| 2000年（平成12年） \| 7,411人 \| \| \| 2005年（平成17年） \| 6,952人 \| \| \| 2010年（平成22年） \| 6,374人 \| \| \| 2015年（平成27年） \| 5,795人 \| \| \| 2020年（令和2年） \| 5,187人 \| \| |                                        |  |
| 総務省統計局 国勢調査より |                                        |  |
| 1970年（昭和45年） | 9,611人                                |  |
| 1975年（昭和50年） | 9,032人                                |  |
| 1980年（昭和55年） | 9,052人                                |  |
| 1985年（昭和60年） | 8,754人                                |  |
| 1990年（平成2年） | 8,234人                                |  |
| 1995年（平成7年） | 7,803人                                |  |
| 2000年（平成12年） | 7,411人                                |  |
| 2005年（平成17年） | 6,952人                                |  |
| 2010年（平成22年） | 6,374人                                |  |
| 2015年（平成27年） | 5,795人                                |  |
| 2020年（令和2年） | 5,187人                                |  |

### 隣接自治体
高知県
- 吾川郡いの町
- 吾川郡仁淀川町
- 高岡郡佐川町
- 高岡郡日高村
- 高岡郡津野町

## 歴史

### 沿革
明治
- 1889年（明治22年）4月1日 - 町村制の施行により、越知村・野老山村の区域をもって越知村が発足。
- 1900年（明治33年）6月7日 - 越知村が町制施行して越知町（第1次）となる。

昭和
- 1954年（昭和29年）3月20日 - 大桐村・吾川郡横畠村と合併し、改めて越知町（第2次）が発足。
  - 4月15日 - 佐川町の一部（大字南ノ川・佐之国および峰の一部）を編入。
  - 7月20日 - 長者村の一部（大字長者のうち堂林）および吾川郡明治村を編入。
  - 10月10日 - 佐川町の一部（大字山室）を編入。
- 1958年（昭和33年）4月1日 - 佐川町の一部（大字柴尾・宮地・浅尾・南片岡）を編入。

### 主な出来事
- 1935年（昭和10年） - 現国道33号線の改修工事が終了。大型自動車の通行が可能となり、佐川駅 - 久万町を結ぶ省営バスが町内で営業開始[2]。

## 経済

### 産業
農業
『大日本篤農家名鑑』によれば、越知町の篤農家は「吉村長彌、片岡正一、濱田守穂、野村秋吉、里岩治平」などがいた。

## 施設

### 警察
- 佐川警察署越知駐在所 - 高岡郡越知町越知甲2256番地3

### 消防
- 高吾北広域町村事務組合消防本部

### 医療
主な病院
- 北島病院
- 前田病院
- 山崎病院

## 教育

### 中学校
町立
- 越知町立越知中学校

### 小学校
町立
- 越知町立越知小学校

### 幼児教育
越知町立幼保連携型認定こども園おちの子

## 姉妹都市・提携都市
日本国内
北海道紋別郡滝上町
日本国外
ダラス（アメリカ合衆国）

## 交通

### 鉄道
町内には鉄道は通っていない。最寄駅は隣町の佐川町にあるJR四国・土讃線の佐川駅である。

### 路線バス
- 黒岩観光 - 主に国道33号を通り越知町を経由して佐川町中心部と仁淀川町を結ぶ広域線と、北側の佐川町黒岩地区を経由して佐川町中心部と越知町を結ぶ黒岩線がある。
  - 広域線：佐川駅 - 越知駅 - 土佐大崎 - 狩山口・川渡
  - 黒岩線：文化センター - 高北病院 - 西佐川駅 - 場所が内 - 柴尾 - 越知
- 町民バス - 町中心部にあるサンプラザ越知から町内各地への路線があり、曜日を限定して運行される。

かつてはJR四国松山高知急行線が町内を通っており高知市や松山市に直通していた。また1992年までは土佐電気鉄道の路線バスが高知市から直通していた。

### 道路

#### 高速道路
- 高知松山自動車道越知道路 ※無料

#### 国道
- 国道33号
- 国道494号

#### 県道
- 高知県道18号伊野仁淀線
- 高知県道300号柳瀬越知線
- 高知県道301号片岡庄田線

## 観光

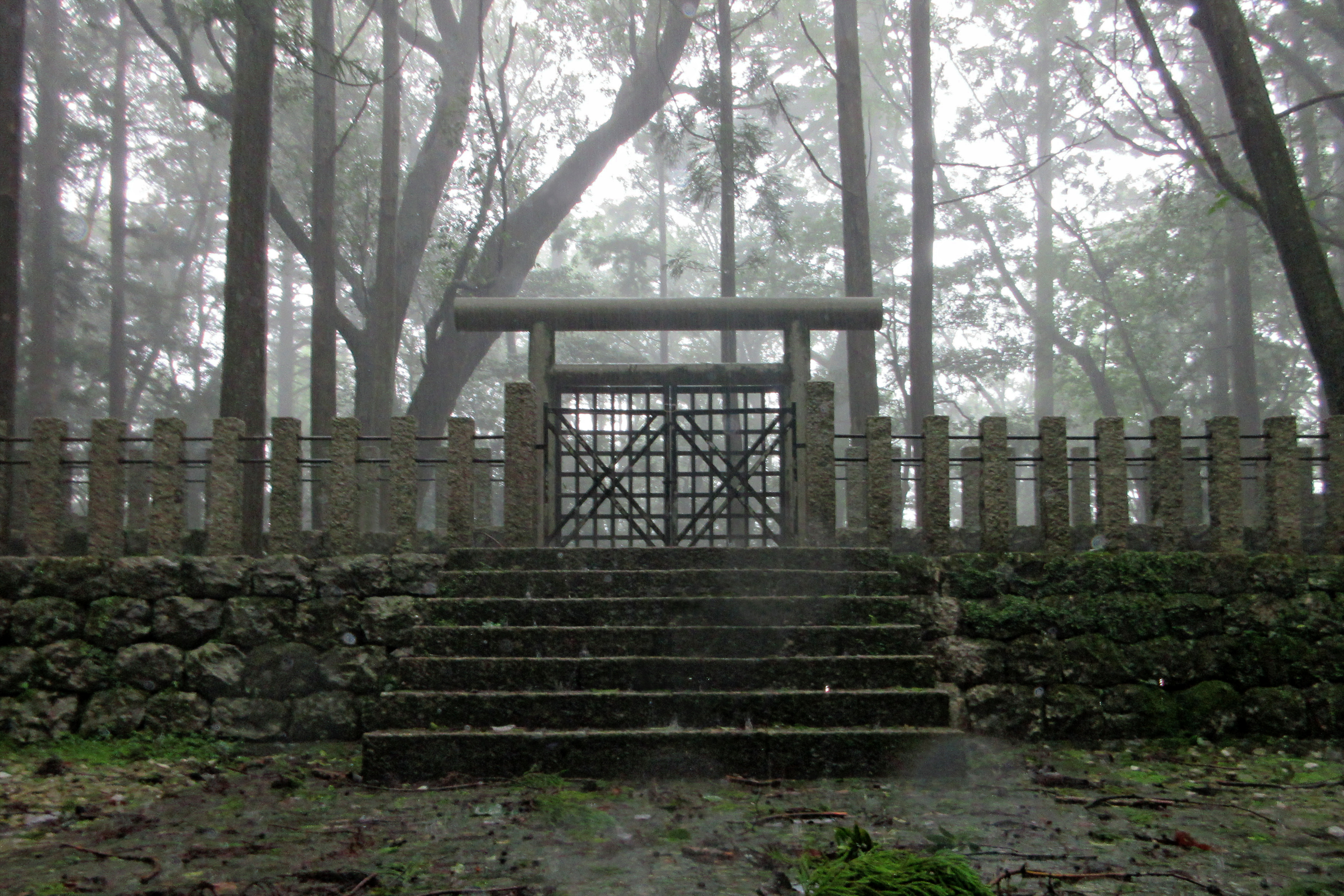
越智陵墓参考地

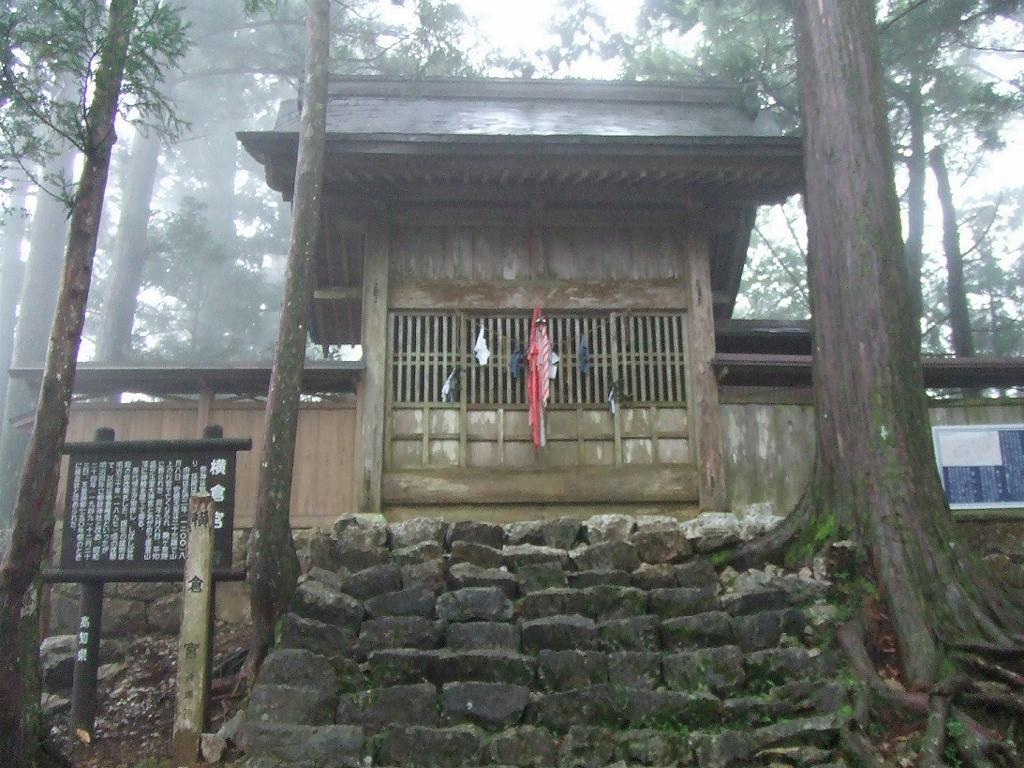
横倉宮

### 名所･旧跡
主な史跡
- 越知陵墓参考地

主な神社
- 横倉宮

主な寺院
- 峰興寺（新四国曼荼羅霊場 58番）

### 観光スポット
名勝
- 横倉山
  - 大樽の滝
  - 安徳水（名水百選）
- 仁淀川

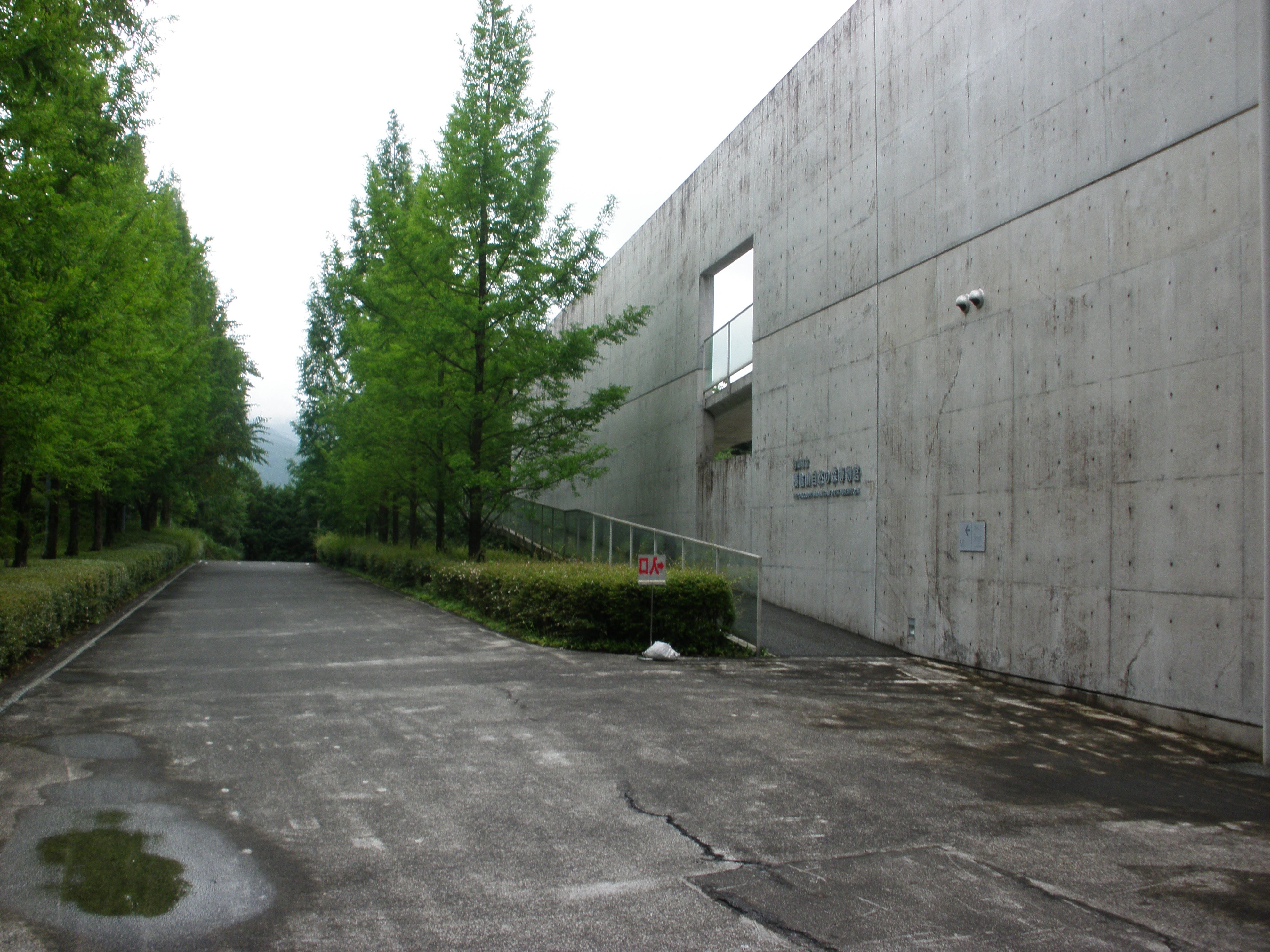
横倉山自然の森博物館

  - 浅尾沈下橋 - 映画「竜とそばかすの姫」の舞台のモデルとなった[4]
  - 片岡沈下橋
  - 中仁淀沈下橋

公園
- 宮の前公園
- 越知町民総合運動場 - 野球独立リーグ四国アイランドリーグplusの高知ファイティングドッグスが練習場として使用している。シーズン中には公式戦も開催されている。

文化施設
- 横倉山自然の森博物館
- 蚕糸資料館

キャンプ場
- スノーピークおち仁淀川キャンプフィールド
- スノーピークかわの駅おち
- 黒瀬キャンプ場
- 小浜キャンプ場

#### 集落活動センター
- 山笑ふ横畠集落活動センター[5]

## 文化・名物

### 祭事・催事
- ぼんぼり桜まつり（3月）
- 横畠お茶摘み（5月）
- 桐見川七夕まつり（7月）
- 文殊大祭（7月）
- によどかあにばる（7月）
- コスモスまつり（10月）
- 横畠いも煮会（11月）
- 小日浦紅葉まつり（11月）
- おなばれ（11月）
- ロマンティックイルミネーション（12月）

## 出身著名人
- 能勢和子（政治家）
- 上北ふたご（漫画家）
- 山本有二（弁護士、衆議院議員）